# Blackheath (Surrey)
Blackheath – wieś w Anglii, w hrabstwie Surrey, w dystrykcie Waverley. Leży 44 km na południowy zachód od centrum Londynu.